# Kaqusha Jashari
Kaqusha Jashari (en serbio: Каћуша Јашари/Kaćuša Jašari;  Srbica, República Popular de Serbia, República Federal Popular de Yugoslavia, 16 de agosto de 1946-Pristina, Kosovo, 6 de mayo de 2025) fue una ingeniera y política kosovar-albanesa. Fue miembro de la Asamblea de Kosovo en el Partido Democrático de Kosovo desde 2007.
De 1986 hasta noviembre de 1988, ella y Azem Vllasi fueron los dos principales políticos kosovares. En noviembre de 1988, ambos fueron rechazados en la "revolución antiburocrática" debido a su renuencia para aceptar las enmiendas constitucionales para la autonomía de Kosovo, y fueron reemplazados por prestafirmas de Slobodan Milošević, el dirigente de la Liga de Comunistas de Serbia en ese tiempo. 

## Primeros años
Kaqusha Fejzullahu nació en Srbica, Serbia, hija de Halil Fejzullahu. La familia tuvo un apartamento en Bulevar kralja Aleksandra, Belgrado.

## Política
En mayo de 1988 Jashari reempló a Azem Vllasi como Presidente del Provential Comité de la Liga de Comunistas de Kosovo. Parece que Serbia "la aceptó" como se dijo en el momento en que su madre era montenegrina.
Del 17 al 21 de octubre fueron protestas albanesas por todo Kosovo contra el cambio de estatus de Kosovo SAP. El 17 de noviembre de 1988, Jashari y Vllasi fueron forzados a dimitir y Rahman Morina fue elegido Presidente del Provential Comité el 27 de enero de 1989 por el Presidium del Provential Comité. Eso creó protestas nuevas por trabajadores y juventudes albaneses. Ambos fueron rechazados por su reticencia para aceptar las enmiendas constitucionales pidiendo la autonomía de Kosovo, y fueron reemplazados por prestafirmas de Slobodan Milošević, el dirigente de la Liga de Comunistas de Serbia en aquel tiempo.
El 20 de octubre de 1990 Marko Orlandić y Jashari convocaron a reunión de serbios y montenegrinos en Kosovo Polje, el cual no tuvo reacciones positivas.
Fue presidenta del Partido Democrático Social de Kosovo (PSDK) de 1991 hasta 2008, cuando fue sucedida por el ex primer ministro y dirigente de la guerrilla Kosovo Liberation Ejército (KLA) Agim Çeku.

## Controversias
Según Radmila Vuličević de Pristina, su padre le quitó su apartamento en Pristina en junio de 1999. Actualmente volvió a ese apartamento.